# Brønshøj Posten
Brønshøj Posten er en lokalvis i bydelen Brønshøj-Husum i København, som udkommer hver anden uge.
Lokalavisen deler sider med Vanløse Posten og Grøndals Posten.
Chefredaktør er Ib Helge.